# Урочище «Суха Долина»
Уро́чище «Суха́ Доли́на»  — ботанічний заказник місцевого значення в Україні. Розташований у Тульчинсьському районі Вінницької області, біля села Джугастра і селища Суха Долина. 
Площа — 18,1 га. Утворений у 1995 року (розпорядження Вінницької обласної державної адміністрації від 22.12.1995 року № 200). Перебуває у віданні ТОВ «Агрофірма «Крижопіль».

## Характеристика
Річкова долина притоки річки Вільшанка південно-східної експозиції, крутизною до 10°, вигін слабо еродований. Ґрунт дерново-луговий, важко-суглинистий. У трав'яному покриві переважає лучно-степова рослинність, зокрема горицвіт весняний, сон-трава велика, гіацинт звичайний, шафран Гейфеля, занесені до Червоної книги України.